# 4D-film
En 4D-film eller 4D-kino (efter firedimensionelt, 4D) beskriver et anlæg for underholdningspræsentastion, der kombinerer en 3D-film med fysiske effekter i teateret/salen som indtræffer synkront med filmen. Siden de fysiske effekter er dyre findes 4D-film som regel kun specielle steder, som forlystelsesparker. Nogen effekter er normalt i 4D-film regn, vind og vibration/bevægelse. Brug af vandspray og luftstrømninger er også almindeligt. Selv om 4D-film sjældent vises i simulatorer, kan stolene bevæge sig og vibrere.

| Film | Spire Denne filmartikel er en spire som bør udbygges. Du er velkommen til at hjælpe Wikipedia ved at udvide den. |